# Lars-Magnus Lindgren
Pour les articles homonymes, voir Lindgren.
Lars-Magnus Lindgren est un réalisateur suédois né le 3 juillet 1922 et mort le 23 novembre 2004.

## Filmographie
- 1957 : En drömmares vandring
- 1961 : Existe-t-il encore des anges ?
- 1963 : Kurragömma
- 1964 : Käre John
- 1966 : Träfracken
- 1968 : Svarta palmkronor
- 1975 : Lejonet och jungfrun